# Deutsch-türkischer Jugendaustausch
Eine Kooperation im Deutsch-türkischen Jugendaustausch wurde erstmals 1994 durch das Bundesministerium für Familie, Senioren, Frauen und Jugend und das Generaldirektorat für Jugend und Sport beim türkischen Ministerpräsidenten ins Leben gerufen. Diese Ressortvereinbarung wurde beispielsweise in folgenden Projekten umgesetzt:

## Ernst-Reuter-Initiative
Die Ernst-Reuter-Initiative (türkisch Ernst Reuter Girişimi, kurz ERI) ist ein seit 2006 bestehendes Programm zur deutsch-türkischen „Zusammenarbeit in Kunst und Kultur, Politik und Medien, Wirtschaft, Bildung und Wissenschaft“. Sie wurde durch das Auswärtige Amt und das Außenministerium der Türkei begründet. Benannt ist die Initiative nach dem ehemaligen Oberbürgermeister der Stadt Berlin Ernst Reuter (SPD), der während der Zeit des Nationalsozialismus Zuflucht in der Türkei fand.

## Deutsch-türkischer Schüleraustausch
Der Deutsch-türkische Schüleraustausch (türkisch Türk - Alman Öğrenci Değişimi) ist ein seit Juni 2009 bestehendes Förderprogramm der Robert-Bosch-Stiftung und Bestandteil des Fortbildungsangebots des Goethe-Instituts Istanbul. Es ist unter dem Motto „Willkommen Türkei! Hoşgeldin Almanya! Deutsch-türkische Schüleraustauschprojekte“ ausgeschrieben und dient dem gegenseitigen Schüleraustausch.
Die Robert-Bosch-Stiftung finanziert bis zu 13.000 Euro für Vor- und Nachbereitungstreffen sowie Reise-, Aufenthalts- und Projektdurchführungskosten. Es werden beim Austausch Interkulturelle Kompetenzen sowie die Zivilgesellschaft und Demokratie gefördert. Langfristig sollen daraus Schulpartnerschaften entstehen. Am Programm können Schulen in Deutschland und der Türkei mit Schülern im Alter von 12 bis 21 Jahren und ihren Lehrern bzw. Betreuern teilnehmen. Die Gruppengröße liegt bei 10 bis 25 Schülern, die sich für 7 bis 10 Tage im jeweils anderen Land aufhalten.
Zu den bisherigen Teilnehmern gehören u. a. das Goethe-Gymnasium Emmendingen, die UNESCO-Projektschule Kamp-Lintfort und die Schrenzerschule Butzbach.

## Deutsch-Türkische Jugendbrücke
Die Stiftung Mercator bietet seit August 2013 mit der Deutsch-Türkischen Jugendbrücke (kurz DTJB, türkisch Gençlik Köprüsü Türkiye-Almanya) einen deutsch-türkischen Schüler- und Jugendaustausch. Sitz des Programms sind Essen (ab 2014 Düsseldorf) und Istanbul. Der Förderer in der Türkei ist die Stiftung Freiwillige der Gesellschaft (türkisch Toplum Gönüllüleri Vakfi, TOG).

### Ernst-Reuter-Initiative
- Ernst-Reuter-Initiative beim Auswärtigen Amt

### Deutsch-türkischer Schüleraustausch
- Deutsch-türkische Schüleraustausch bei der Robert-Bosch-Stiftung
- Deutsch-türkischer Schüleraustausch beim Goethe-Institut
- Janna Degener: „Herzlich Willkommen“ und „Hosgeldiniz“. Deutsch-türkischer Schüleraustausch. elternratgeber.de

### Deutsch-Türkische Jugendbrücke
- Website der Deutsch-Türkischen Jugendbrücke
- Deutsch-Türkische Jugendbrücke bei der Stiftung Mercator